# یاسویوکی ایتو
یاسویوکی ایتو (انگلیسی: Yasuyuki Ito؛ زادهٔ ۲۷ اوت ۱۹۳۸) بوکسور اهل ژاپن بود.